# Dejima

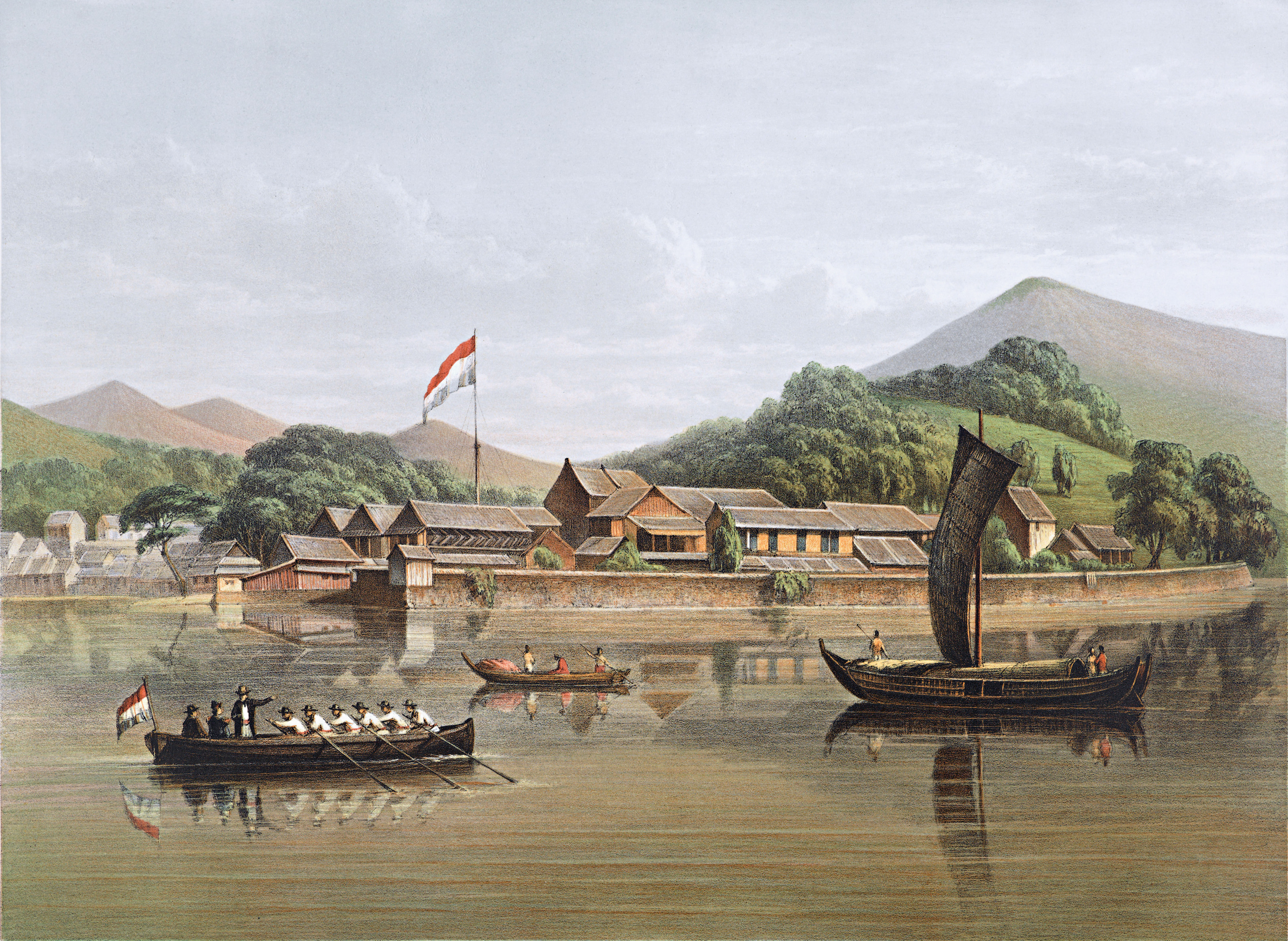
Vista de Dejima.

Dejima (出島) és una illa artificial a la badia de Nagasaki. Era el lloc on els Països Baixos negociaven amb els japonesos des del 1641 al 1853. Durant aquest període, els estrangers que no fossin neerlandesos no tenien el dret a negociar amb el Japó, i els neerlandesos al Japó no tenien el dret d'abandonar Dejima per passar a la resta del país, car els estava prohibit trepitjar el «sagrat sòl del Japó».
A Dejima, que estava aïllada de la terra ferma, però que de mica en mica fou envoltada amb terrenys guanyats al mar, actualment existeix un projecte de restauració, que inclou tant la reconstrucció dels edificis com de la mateixa illa. Dejima també es troba escrit de vegades com a Deshima. (-shima significa "illa" en japonès i es modifica fonèticament en -jima).

## Història

### Prolegòmens
L'illa de Dejima es construí el 1634, per ordre del shōgun Iemitsu i originalment acomodà comerciants portuguesos. La Rebel·lió Shimabara del 1637, en la qual els cristians japonesos (catòlics), prengueren una part activa, fou avortada amb l'ajuda dels protestants neerlandesos. Després que els portuguesos i espanyols com a representants de països catòlics fossin expulsats del Japó el 1638, el shōgun ordenà a la Companyia Holandesa de les Índies Orientals (la Vereenigde Oostindische Compagne o VOC) transferir les seves operacions mercantils des del port de Hirado (on estaven establerts des del 20 de setembre del 1609) a Deshima al maig del 1641. El comissionat neerlandès d'origen francès François Caron supervisà el trasllat.

### Organització
Des d'aquell moment, tan sols els comerciants xinesos i els neerlandesos podien negociar amb el Japó. És significatiu el fet que Dejima és una petita illa artificial, i no part del territori japonès pròpiament dit.
Dejima té 120 m de llarg per 75 m d'ample i està unida a terra per un pont petit, vigilat en ambdós extrems per guardians, amb una porta del costat neerolandès. Al seu interior tenia cases per 20 neerlandesos, magatzems i allotjaments pels oficials del govern japonès. Els neerolandesos estaven vigilats per uns oficials japonesos, porters, vigilants nocturns i per un supervisor (otona) amb uns 50 subordinats. Hi havia també una sèrie de comerciants japonesos dedicats al subministrament de queviures i uns 150 intèrprets (tsūji). El pagament de tots aquests serveis havia de ser assumit per la VOC. Dejima estava sota la directa supervisió central del bakufu d'Edo a través d'un governador, anomenat bugyō, responsable de tots els contactes entre la VOC i el shōgunat.
Cada vaixell neerlandès que arribava a Dejima era inspeccionat pel bugyō i els seus funcionaris. Les veles del vaixell eren plegades fins que el vaixell partís de nou. Els llibres religiosos i les armes eren segellats i posats en custòdia. Cap servei religiós no estava permès a l'illa.
Malgrat la càrrega financera que li significava a la companyia el manteniment de Dejima, el comerç amb el Japó era molt profitós per la VOC i inicialment rendia beneficis del 50% o encara més. El comerç entre les Províncies Unides i el Japó declinà al segle xviii, quan tan sols dos naus foren permeses atracar anualment a Dejima. Després de la bancarrota de la VOC el 1795, el govern neerlandès assumí el control directe de l'establiment. Els temps foren especialment durs quan Regne d'Holanda estigué sota la dominació napoleònica francesa i tots els llaços de les colònies neerlandeses amb la metròpoli foren tallats. Tanmateix, fins i tot a l'època de les guerres napoleòniques els administradors neerlandesos de Dejima aconseguiren evitar que França o Gran Bretanya prenguessin el control d'aquest petit establiment comercial.
L'executiu al costat neerlandès era el Opperhoofd (literalment principal factor, però la mateixa paraula neerlandesa s'utilitza generalment per un indígena, ex. indis, caps americans), i es trobava sota l'autoritat de l'estat holandès des de 1795. Hi hagué gairebé un titular cada any, fins al 28 de febrer del 1860.

### Comerç
Originalment, els neerlandesos negociaven principalment amb seda, però més endavant el comerç del sucre es feu molt important. També es negociava amb pell de cérvols i pells de tauró que foren transportades des d'Àsia, així com el drap de llana i la cristalleria des d'Europa.
A això cal afegir-hi el comerç del personal a càrrec en Dejima i dels comerciants neerlandesos individualment, anomenat el comerç del Kanbang, que era una font de renda important pels empleats, i permès pel govern japonès per obtenir llibres o els instruments científics. Més de 10.000 llibres estrangers de diversos temes científics foren venuts d'aquesta manera als japonesos de finals del segle xviii i principis del segle xix, sent aquest el factor central dels estudis rangaku.

## Arribada de vaixells
Sobretot, arribaren a Dejima 606 vaixells durant els dos-cents anys d'assentament, des del 1641 al 1847.
- El primer període, des del 1641 al 1671 fou un període de relativa llibertat, i hagué una mitjana de 7 vaixells cada any (12 pèrdues en aquest període).
- Des del 1671 al 1715, uns 5 vaixells visitaron Dejima cada any.
- Des del 1715, tan sols 2 vaixells foren permesos cada any, els quals foren reduïts a tan sols 1 vaixell des del 1790, i una altra vegada incrementats a 2 vaixells des del 1799.
- Durant les guerres napoleòniques, en les quals els Països Baixos fou un aliat de França, els vaixells neerlandesos no podien assolir Japó amb seguretat, car comptaven amb l'oposició dels britànics, per això es relegaren els tractes comercials en els vaixells neutrals dels nord-americans i els vaixells danesos. Quan els Països Baixos foren annexionades com una província de França (1811-1814) i Gran Bretanya conquerí les possessions neerlandeses a Àsia, Dejima romangué durant quatre anys com l'únic lloc al món on la bandera neerlandesa encara estava onejant, sota el lideratge de Hendrik Doeff.
- El trànsit regular fou restablert el 1815.

## Comissionats neerlandesos a Dejima

### Hirado
- Jacques Specx 20.9.1609 - 28.8.1612
- Hendrick Brouwer 28.8.1612 - 6.8.1614
- Jacques Specx 6.8.1614 - 29.10.1621
- Leonardt Camps 29.10.1621 - 21.11.1623
- Cornelisz. van Neijenroode 21.11.1623 - 31.1.1633
- Pieter Stamper (1631)
- Pieter van Sante[n] 31.1.1633 - 6.9.1633
- Nicolaes Couckebacker 6.9.1633 - 3.2.1639
- Maerten Wesselingh (1635, 1636, 1637)

### Dejima

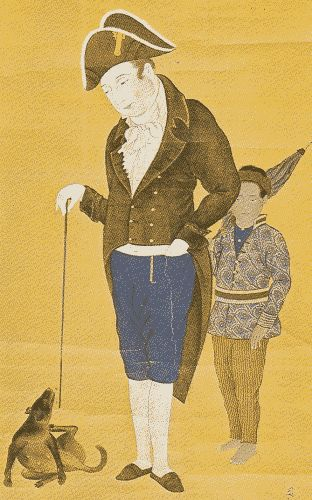
Hendrik Doeff i el seu criat balinès a Dejima, pintura japonesa.

- François Caron: 3.2.1639 - 13.2.1641 El primer comissionat supervisà el trasllat de Hirado a Dejima.
- Maximiliaen Le Maire: 14.2.1641 - 30.10.1641
- Jan van Elseracq: 1.11.1641 - 29.10.1642
- Pieter Anthonijszoon Overtwater: 29.10.1642 - 1.8.1643
- Jan van Elserac: 1.8.1643 - 24.11.1644
- Pieter Anthonijszoon Overtwater: 24.11.1644 - 30.11.1645
- Reijnjer van't Zum: 30.11.1645 - 27.10.1646
- Willem Verstegen [Versteijen]: 28.10.164 - 10.10.1647
- Frederick Coijet: 3.11.1647 - 9.12.1648
- Dircq Snoecq: 9.12.1648 - 5.11.1649
- Anthonio van Brouckhorst: 5.11.1649 - 25.10.1650
- Pieter Sterthemius: 25.10.1650 - 3.11.1651
- Adriaen van der Burgh: 1.11.1651 - 3.11.1652
- Frederick Coijet: 4.11.1652 - 10.11.1653
- Gabriel Happart: 4.11.1653 - 31.10.1654
- Leonard Winninx: 31.10.1654 - 23.10.1655
- Joan Boucheljon: 23.10.1655 - 1.11.1656
- Zacharias Wagenaer [Wagener]: 1.11.1656 - 27.10.1657
- Joan Boucheljon: 27.10.1657 - 23.10.1658
- Zacharias Wagenaer [Wagener]: 22.10.1658 - 4.11.1659
- Joan Boucheljon: 4.11.1659 - 26.10.1660
- Hendrick Indijck: 26.10.1660 - 21.11.1661
- Dirck van Lier: 11.11.1661 - 6.11.1662
- Hendrick Indijck: 6.11.1662 - 20.10.1663
- Willem Volger: 20.10.1663 - 7.11.1664
- Jacob Gruijs: 7.11.1664 - 27.10.1665
- Willem Volger: 28.10.1665: - 27.10.1666
- Daniel Six [Sicx]: 18.10.1666 - 6.11.1667
- Constantin Ranst: 6.11.1667 - 25.10.1668
- Daniel Six [Sicx]: 25.10.1668 - 14.10.1669
- Francois de Haas: 14.10.1669 - 2.11.1670
- Martinus Caesar: 2.11.1670 - 12.11.1671
- Johannes Camphuijs: 22.10.1671 - 12.11.1672
- Martinus Caesar: 13.11.1672 - 29.10.1673
- Johannes Camphuijs: 29.10.1673 - 19.10.1674
- Martinus Caesar: 20.10.1674 - 7.11.1675
- Johannes Camphuijs: 7.11.1675 - 27.10.1676
- Dirck de Haas: 27.10.1676 - 16.10.1677
- Albert Brevincq: 16.10.1677 - 4.11.1678
- Dirck de Haas: 4.11.1678 - 24.10.1679
- Albert Brevincq: 24.10.1679 - 11.11.1680
- Isaac van Schinne: 11.11.1680 - 31.10.1681
- Hendrick Canzius: 31.10.1681 - 20.10.1682
- Andreas Cleyer [Andries]: 20.10.1682 - 8.11.1683
- Constantin Ranst de Jonge: 8.11.1683 - 28.10.1684
- Hendrick van Buijtenhem: 25.10.1684 - 7.10.1685
- Andreas Cleyer: 17.10.1685 - 5.11.1686
- Constantin Ranst de Jonge: 5.11.1686 - 25.10.1687
- Hendrick van Buijtenhem: 25.10.1687 - 13.10.1688
- Cornelisz.van Outhoorn: 13.10.1688 - 1.11.1689
- Balthasar Sweers: 1.11.1689 - 21.10.1690
- Hendrick van Buijtenhem: 21.10.1690 - 09.11.1691
- Cornelis van Outhoorn: 9.11.1691 - 29.10.1692
- Hendrick van Buijtenhem: 29.10.1692 - 19.10.1693
- Gerrit de Heere: 19.10.1693: - 7.11.1694
- Hendrik Dijkman: 7.11.1694 - 27.10.1695
- Cornelis van Outhoorn: 27.10.1695 - 15.10.1696
- Hendrik Dijkman: 15.10.1696 - 3.11.1697
- Pieter de Vos: 3.11.1697 - 23.10.1698
- Hendrik Dijkman: 23.10.1698 - 12.10.1699
- Pieter de Vos: 21.10.1699 - 31.10.1700
- Hendrik Dijkman: 31.10.1700 - 21.10.1701
- Abraham Douglas: 21.10.1701 - 30.10.1702
- Ferdinand de Groot: 9.11.1702 - 30.10.1703
- Gideon Tant: 30.10.1703 - 18.10.1704
- Ferdinand de Groot: 18.10.1704 - 6.11.1705
- Ferdinand de Groot: 26.10.1706 - 15.10.1707
- Hermanus Menssingh: 15.10.1707 - 2.11.1708
- Jasper van Mansdale: 2.11.1708 - 22.10.1709
- Hermanus Menssingh: 22.10.1709 - 10.11.1710
- Nicolaas Joan van Hoorn: 10.11.1710 - 31.10.1711
- Cornelis Lardijn: 31.10.1711 - 7.11.1713
- Cornelis Jardijn: 7.11.1713 - 27.10.1714
- Nicolaas Joan van Hoorn: 27.10.1714 -19.10.1715
- Gideon Boudaen: 19.10.1715 - 3.11.1716
- Joan Aouwer: 3.11.1716 - 24.10.1717
- Christiaen van Vrijbergh[e]: 24.10.1717 - 13.10.1718
- Joan Aouwer: 13.10.1718 - 21.10.1720
- Roeloff Diodati: 21.10.1720 - 9.11.1721
- Hendrik Durven: 9.11.1721 - 18.10.1723
- Johannes Thedens: 18.10.1723 - 25.10.1725
- Joan de Hartogh: 25.10.1725 - 15.10.1726
- Pieter Boockestijn: 15.10.1726 - 3.11.1727
- Abraham Minnedonk: 3.11.1727 - 20.10.1728
- Pieter Boockestijn: 22.10.1728 - 12.10.1729
- Abraham Minnedonk: 12.10.1729 - 31.10.1730
- Pieter Boockestijn: 31.10.1730 - 7.11.1732
- Hendrik van de Bel: 7.11.1732 - 27.10.1733
- Rogier de Laver: 27.10.1733 - 16.10.1734
- David Drinckman: 16.10.1734 - 4.11.1735
- Bernardus Coop [Coopa] à Groen: 4.11.1735 - 24.10.1736
- Jan van der Cruijsse: 24.10.1736 - 13.10.1737
- Gerardus Bernardus Visscher: 13.10.1737 - 21.10.1739
- Thomas van Rhee: 22.10.1739 - 8.11.1740
- Jacob van der Waeijen: 9.11.1740 - 28.10.1741
- Thomas van Rhee: 29.10.1741 - 17.10.1742
- Jacob van der Waeijen: 17.10.1742 - 9.11.1743
- David Brouwer: 5.11.1743 - 1.11.1744
- Jacob van der Waeijen: 2.11.1744 - 28.12.1745
- Jan Louis de Win: 30.12.1745 - 2.11.1746
- Jacob Balde: 3.11.1746 - 25.10.1747
- Jan Louis de Win: 28.10.1747 - 11.11.1748
- Jacob Balde: 12.11.1748 - 8.12.1749
- Hendrik van Homoed: 8.12.1749 - 24.12.1750
- Abraham van Suchtelen: 25.12.1750 - 18.11.1751
- Hendrik van Homoed: 19.11.1751 - 5.12.1752
- David Boelen: 6.12.1752 - 15.10.1753
- Hendrik van Homoed: 16.10.1753 - 3.11.1754
- David Boelen: 4.11.1754 - 25.10.1755
- Herbert Vermeulen: 25.10.1755 - 12.10.1756
- David Boelen: 13.10.1756 - 31.10.1757
- Herbert Vermeulen: 1.11.1757 - 11.11.1758
- Johannes Reijnouts: 12.11.1758 - 11.11.1760
- Marten Huijshoorn: 12.11.1760 - 30.10.1761
- Johannes Reijnouts: 31.10.1761 - 2.12.1762
- Fredrik Willem Wineke: 3.12.1762 - 6.11.1763
- Jan Crans: 7.11.1763 - 24.10.1764
- Fredrik Willem Wineke: 25.10.1764 - 7.11.1765
- Jan Crans: 8.11.1765 - 31.10.1766
- Herman Christiaan Kastens: 1.11.1766 - 20.10.1767
- Jan Crans: 21.10.1767 - 8.11.1769
- Olphert Elias: 9.11.1769 - 16.11.1770
- Daniel Armenault: 17.11.1770 - 9.11.1771
- Arend Willem Feith: 10.11.1771 - 3.11.1772
- Daniel Armenault [Almenaault]: 4.11.1772 - 22.11.1773
- Arend Willem Feith: 23.11.1773 - 10.11.1774
- Daniel Armenault [Almenaault]: 11.11.1774 - 28.10.1775
- Arend Willem Feith: 28.10.1775 - 22.11.1776
- Hendrik Godfried Duurkoop: 23.11.1776 - 11.11.1777
- Arend Willem Feith: 12.11.1777 - 28.11.1779
- Isaac Titsingh: 29.11.1779 - 5.11.1780
- Arend Willem Feith: 6.11.1780 - 23.11.1781
- Isaac Titsingh: 24.11.1781 - 26.10.1783
- Hendrik Casper Romberg: 27.10.1783 - _.8.1874
- Isaac Titsingh: _.8.1784 - 30.11.1784
- Hendrik Casper Romberg: 0.11.84 - 21.11.1785
- Johan Fredrik van Rheede tot de Parkeler: 22.11.1785 - 20.11.1786
- Hendrik Casper Romberg: 21.11.1786 - 30.11.1787
- Johan Frederik van Rheede tot de Parkeler: 1.12.1787 - 1.8.1789
- Hendrik Casper Romberg: 1.8.1789 - 13.11.1790
- Petrus Theodorus Chassé: 13.11.1790 - 13.11.1792
- Gijsbert Hemmij: 13.11.1792 - 8.7.1798
- Leopold Willem Ras: 8.7.1798 - 17.7.1800
- Willem Wardenaar: 16.7.1800 - 14.11.1803
- Hendrik Doeff: 14.11.1803 - 6.12.1817
- Jan Cock Blomhoff: 6.12.1817 - 20.11.1823
- Johan Willem de Sturler: 20.11.1823 - 5.8.1826
- Germain Felix Meijlan: 4.8.1826 - 1.11.1830
- Jan Willem Fredrik van Citters: 1.11.1830 - 30.11.1834
- Johannes Erdewin Niemann: 1.12.1834 - 17.11.1838
- Eduard Grandisson: 18.11.1838 - _.11.1842
- Pieter Albert Bik: _.11.1842 - 31.10.1845
- Joseph Henrij Levijssohn: 1.11.1845 - 31.10.1850
- Frederick Colnelis Rose: 1.11.1850 - 31.10.1852
- Janus Henricus Donker Curtius: 2.11.1852 - 28.2.1860 L'últim comissionat holandès, que fou el primer representant diplomàtic holandès al Japó. Afavorí l'entrega del primer vaixell de guerra occidental modern de vapor del Japó, el Kankō Maru.